# Казино (Ређо Емилија)
Казино је насеље у Италији у округу Ређо Емилија, региону Емилија-Ромања.
Према процени из 2011. у насељу је живело 303 становника. Насеље се налази на надморској висини од 614 м.